# Bourgogne Grand Ordinaire

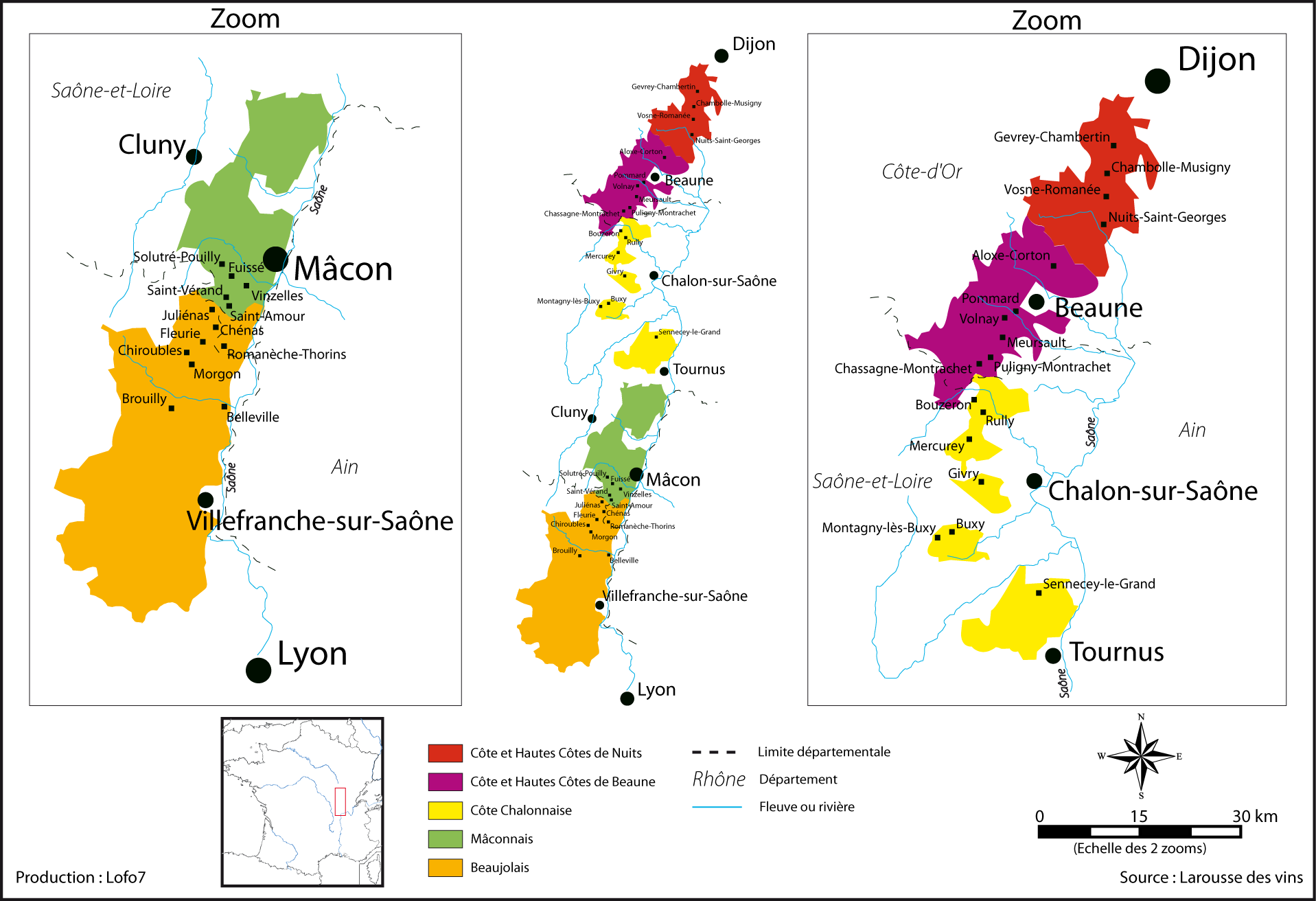
Das Weinbaugebiet Burgund. Die regionale Appellation Bourgogne Grand Ordinaire ist praktisch deckungsgleich mit der Weinbauregion Burgund.

Das Weinbaugebiet Bourgogne Grand Ordinaire ist eine regionale Appellation der Weinbauregion Burgund. Bis zum Jahr 1971 gab es noch die Bezeichnung Bourgogne Ordinaire. Regional bedeutet, dass jeder Wein der Großregion Burgund diesen Namen tragen darf, sofern er Mindestbestimmungen erfüllt. Seit dem 31. Juli 1937 wurden diese Bestimmungen im Rahmen einer Appellation d’Origine Contrôlée (kurz AOC) festgehalten. Unter die Mindestbestimmungen fallen sowohl Rot- und Roséweine als auch Weißweine. Der einfache und frische Rotwein sollte höchstens 2 bis 3 Jahre gelagert werden. Die Trinktemperatur sollte bei kühlen 13–15 °C liegen. Die Trinktemperatur der in ihrer Jugend zu genießenden Weißweine liegt bei 9–11 °C.
Im Jahr 2006 wurden nur noch 132,01 Hektar unter dieser Herkunftsbezeichnung deklariert. Die Produktionsmenge lag zwischen 2003 und 2007 im Mittel bei 4910 Hektoliter Rot- und Roséwein sowie bei 1381 Hektoliter Weißwein. Seit mehr als 30 Jahren nimmt die deklarierte Produktionsmenge kontinuierlich ab, da man mit dem Namen immer mehr Vermarktungsprobleme bekommt.

## Rebsorten
- Für den Rotwein und den Roséwein sind die beiden Rebsorten Gamay und Pinot noir (Spätburgunder) zugelassen. In den Vorschriften ist ebenfalls die Sorte Pinot Liébault erwähnt, die aber heutzutage eher als Klon des Spätburgunders angesehen wird. Im Département Yonne dürfen darüber hinaus die Sorten César und Tressot verwendet werden. Die Erntebeschränkung liegt bei 55 Hektoliter/Hektar, der Mindestalkoholgehalt bei 9,0 %. Die Vorschrift verlangt, dass der Most für den Rotwein mindestens 144 Gramm Zucker pro Liter (→ Mostgewicht) enthält, während dieser Wert beim Roséwein bei 136 g/l liegt. Falls in schlechten Jahren einer Chaptalisation zugestimmt wird, darf der Alkoholgehalt des fertig vergorenen Weines nicht 12,0 Vol.-% übersteigen.
- Beim Weißwein sind die Sorten Chardonnay, Pinot blanc, Aligoté, Melon de Bourgogne sowie Sacy (diese Sorte jedoch ausschließlich im Département Yonne) zugelassen. Die Erntebeschränkung liegt bei 60 Hektoliter/Hektar, der Mindestalkoholgehalt bei 9,5 %. Das Mindestmostgewicht liegt bei 144 g/l. Falls in schlechten Jahren einer Chaptalisation zugestimmt wird, darf der Alkoholgehalt des fertig vergorenen Weines nicht 12,5 Vol.-% übersteigen.

## Zugelassene Gemeinden

### Département Yonne
Im Département Yonne sind folgende 54 Gemeinden zugelassen:
Accolay, Asquins, Augy, Auxerre, Beine, Bernouil, Béru, Bleigny-le-Carreau, Chablis, Champvallon, La Chapelle-Vaupelteigne, Charentenay, Chemilly-sur-Serein, Cheney, Chichée, Chitry, Collan, Coulanges-la-Vineuse, Courgis, Cravant, Dannemoine, Dyé, Epineuil, Escolives-Sainte-Camille, Fleys, Fontenay-près-Chablis, Irancy, Joigny, Junay, Jussy, Lignorelles, Ligny-le-Châtel, Maligny, Migé, Molosmes, Mouffy, Poilly-sur-Serein, Quenne, Saint-Bris-le-Vineux, Saint-Cyr-les-Colons, Saint-Père, Serrigny, Tharoiseau, Tonnerre, Tronchoy, Val-de-Mercy, Venoy, Vermenton, Vézelay, Vézinnes, Villy, Vincelottes, Viviers, Volgré.

### Département Côte-d’Or
Im Département Côte-d’Or sind folgende 91 Gemeinden zugelassen:
Aloxe-Corton, Ancey, Arcenant, Auxey-Duresses, Baubigny, Beaune, Belan-sur-Ource, Bévy, Bissey-la-Côte, Bligny-lès-Beaune, Boncourt-le-Bois, Bouix, Bouze-lès-Beaune, Brion-sur-Ource, Brochon, Chambolle-Musigny, Charrey-sur-Seine, Chassagne-Montrachet, Chaumont-le-Bois, Chaux, Chenôve, Chevannes, Chorey, Collonges-lès-Bévy, Comblanchien, Corcelles-les-Monts, Corgoloin, Cormot-le-Grand, Corpeau, Couchey, Curtil-Vergy, Daix, Dijon, Échevronne, L’Étang-Vergy, Fixin, Flagey-Echézeaux, Fussey, Gevrey-Chambertin, Gilly-lès-Cîteaux, Gomméville, Griselles, Ladoix-Serrigny, Larrey, Magny-lès-Villers, Mâlain, Marcenay, Marsannay-la-Côte, Massigny, Mavilly-Mandelot, Marey-lès-Fussey, Meloisey, Messanges, Meuilley, Meursault, Molesmes, Monthelie, Montliot-et-Courcelles, Morey-Saint-Denis, Mosson, Nantoux, Noiron-sur-Seine, Nolay, Nuits-Saint-Georges, Obtrée, Pernand-Vergelesses, Plombières-lès-Dijon, Poinçon-lès-Larrey, Pommard, Pothières, Premeaux-Prissey, Puligny-Montrachet, Reulle-Vergy, La Rochepot, Saint-Aubin, Saint-Romain, Santenay, Savigny-lès-Beaune, Segrois, Talant, Thoires, Vannaire, Vauchignon, Villars-Fontaine, Villedieu, Villers-la-Faye, Villers-Patras, Vix, Volnay, Vosne-Romanée, Vougeot.

### Département Saône-et-Loire
Im Département Saône-et-Loire sind folgende 154 Gemeinden zugelassen:
Aluze, Ameugny, Azé, Barizey, Berzé-la-Ville, Berzé-le-Châtel, Bissey-sous-Cruchaud, Bissy-la-Mâconnaise, Bissy-sur-Fley, Bissy-sous-Uxelles, Blanot, Bonnay, Bouzeron, Boyer, Burgy, Burnand, Bussières, Buxy, Bray, Bresse-sur-Grosne, Cersot, Chagny, Chaintré, Chamilly, Champagny-sous-Uxelles, Chânes, Change, Chapaize, La Chapelle-de-Guinchay, La Chapelle-sous-Brancion, Charbonnières, Chardonnay, Charnay-lès-Mâcon, Charrecey, Chasselas, Chassey-le-Camp, Château, Cheilly-lès-Maranges, Chenôves, Chevagny-les-Chevrières, Chissey-lès-Mâcon, Clessé, Cortambert, Cortevaix, Couches, Crêches-sur-Saône, Créot, Cruzille, Culles-les-Roches, Curtil-sous-Burnand, Davayé, Dennevy, Dezize-lès-Maranges, Donzy-le-National, Dracy-lès-Couches, Dracy-le-Fort, Epertully, Etrigny, Farges-lès-Mâcon, Fleurville, Fley, Fontaines, Fuissé, Genouilly, Germagny, Givry, Grevilly, Hurigny, Igé, Jalogny, Jambles, Jugy, Jully-lès-Buxy, Lacrost, Laives, Laizé, Leynes, Lournand, Lugny, Mâcon, Malay, Mancey, Martailly-lès-Brancion, Massy, Mellecey, Mercurey, Milly-Lamartine, Montagny-lès-Buxy, Montbellet, Montceaux-Ragny, Moroges, Nanton, Ozenay, Paris-l’Hôpital, Péronne, Pierreclos, Préty, Prissé, Pruzilly, Remigny, La Roche-Vineuse, Romanèche-Thorins, Rosey, Royer, Rully, Saint-Albain, Saint-Amour-Bellevue, Saint-Boil, Saint-Clément-sur-Guye, Saint-Denis-de-Vaux, Saint-Désert, Saint-Gengoux-de-Scissé, Saint-Gengoux-le-National, Saint-Gilles, Saint-Jean-de-Trézy, Saint-Jean-de-Vaux, Saint-Léger-sur-Dheune, Saint-Mard-de-Vaux, Saint-Martin-Belle-Roche, Saint-Martin-du-Tartre, Saint-Martin-sous-Montaigu, Saint-Maurice-des-Champs, Saint-Maurice-de-Satonnay, Saint-Maurice-lès-Couches, Saint-Pierre-de-Varennes, Saint-Sernin-du-Plain, Saint-Symphorien-d’Ancelles, Saint-Vallerin, Saint-Vérand, Saint-Ythaire, La Salle, Salornay-sur-Guye, Sampigny-lès-Maranges, Santilly, Sassangy, Saules, Savigny-sur-Grosne, Sennecey-le-Grand, Senozan, Sercy, Serrières, Sigy-le-Châtel, Sologny, Solutré-Pouilly, Tournus, Uchizy, Vaux-en-Pré, Vergisson, Vers, Verzé, Le Villars, La Vineuse, Vinzelles, Viré.

### Département Rhône
Im Département Rhône sind folgende 85 Gemeinden zugelassen:
Alix, Anse, L’Arbresle, Les Ardillats, Arnas, Bagnols, Beaujeu, Belleville, Belmont-d’Azergues, Blacé, Le Bois-d’Oingt, Le Breuil, Bully, Cercié, Chambost-Allières, Chamelet, Charentay, Charnay, Châtillon-d’Azergues, Chazay-d’Azergues, Chénas, Chessy, Chiroubles, Cogny, Corcelles-en-Beaujolais, Dareizé, Denicé, Emeringes, Fleurie, Frontenas, Gleizé, Jarnioux, Juliénas, Jullié, Lacenas, Lachassagne, Lancié, Lantignié, Légny, Létra, Liergues, Limas, Lozanne, Lucenay, Marchampt, Marcy, Moiré, Montmelas-Saint-Sorlin, Morancé, Nuelles, Odenas, Oingt, Les Olmes, Le Perréon, Pommiers, Pouilly-le-Monial, Quincié-en-Beaujolais, Régnié-Durette, Rivolet, Salles-Arbuissonnas-en-Beaujolais, Saint-Clément-sur-Valsonne, Saint-Cyr-le-Chatoux, Saint-Didier-sur-Beaujeu, Saint-Étienne-des-Oullières, Saint-Étienne-la-Varenne, Saint-Germain-sur-l’Arbresle, Saint-Georges-de-Reneins, Saint-Jean-d’Ardières, Saint-Jean-des-Vignes, Saint-Julien, Saint-Just-d’Avray, Saint-Lager, Saint-Laurent-d’Oingt, Saint-Loup, Sainte-Paule, Saint-Romain-de-Popey, Saint-Vérand, Sarcey, Ternand, Theizé, Vaux-en-Beaujolais, Vauxrenard, Vernay, Ville-sur-Jarnioux, Villié-Morgon.
Übergangsweise waren noch folgende Gemeinde bis zum Jahrgang 2005 zugelassen:
1. Im Département Côte-d’Or: Chevigny-en-Valière, Combertault, Corcelles-les-Arts, Ebaty, Levernois, Merceuil, Montigny-lès-Beaune, Perrigny-lès-Dijon, Sainte-Marie-la-Blanche, Tailly.
2. Im Département Yonne: Appoigny, Chichery, Montagny-la-Resle.
3. Im Département Saône-et-Loire: Géanges, Saint-Loup-de-la-Salle, Chaudenay, Demigny.